# Мажица
Мажица — река в Удомельском районе Тверской области России. Впадает в озеро Сестрино. Длина реки составляет 29 км, площадь водосборного бассейна — 214 км².

## Данные водного реестра
По данным государственного водного реестра России относится к Верхневолжскому бассейновому округу, водохозяйственный участок реки — Молога от истока и до устья, речной подбассейн реки — Реки бассейна Рыбинского водохранилища. Речной бассейн реки — (Верхняя) Волга до Куйбышевского водохранилища (без бассейна Оки).
Код объекта в государственном водном реестре — 08010200112110000005941.

### Притоки
(указано расстояние от устья)
- 13 км: река Гусинка (пр)